# Kościół św. Wawrzyńca w Kleczkowie
Kościół świętego Wawrzyńca – rzymskokatolicki kościół parafialny należący do dekanatu Rzekuń diecezji łomżyńskiej.

## Historia
Kościół został wzniesiony w latach 1512–1518 w stylu późnego gotyku mazowieckiego. Inicjatorem budowy był ówczesny proboszcz Stanisław z Budnego (wikariusz i kaznodzieja warszawski), a fundatorem Jakub Kleczkowski. Świątynia na początku miała formę bazyliki. W drugiej ćwierci XVI wieku została przebudowana na pseudobazylikę. Kościół został całkowicie zniszczony w 1944 roku podczas II wojny światowej. Odbudowano go w latach 1951–1954.

## Opis
Budowla jest orientowana na osi wschód-zachód i posiada wejście główne od strony zachodniej. Została wymurowana z cegły jako świątynia trzynawowa, w późniejszym czasie została przebudowana na pseudobazylikową. Kościół jest zbudowany z wyższego i szerszego korpusu nawowego oraz węższego i niższego prezbiterium, zamkniętego ścianą prostą. Od strony północnej do prezbiterium dostawiona jest prostokątna przybudówka, w której znajdują się zakrystia i skarbiec, natomiast do nawy od strony południowej dobudowana jest kaplica. Na zewnątrz wszystkie narożniki oraz ściany naw bocznych i ściany prezbiterium opięte są szkarpami. Nawa i prezbiterium nakryte są oddzielnymi dachami dwuspadowymi ujętymi od strony wschodniej i zachodniej w schodkowe szczyty, przechodzące w sterczyny. Wnętrze kościoła jest tworzone przez czteroprzęsłowy korpus nawowy, podzielony na nawy boczne trzema parami filarów. Oryginalnie nawę główną nakrywało sklepienie sieciowe, które po II wojnie światowej zostało odbudowane jako sklepienie gwiaździste. Jednakowe sklepienia umieszczone są w nawach bocznych, prezbiterium i kaplicy, z kolei zakrystia nakryta jest sklepieniem kryształowym. W Muzeum Diecezjalnym w Łomży można podziwiać rzeźby gotyckie wykonane w warsztacie Wita Stwosza. Figury Archanioła Gabriela i Matki Boskiej stanowiły niegdyś wyposażenie kościoła w Kleczkowie.

## Turystyka
Kościół w Kleczkowie znajduje się na szlaku turystycznym prezentującym najcenniejsze obiekty sakralne na Mazowszu: „Sakralne Perły Mazowsza”.

## Grafika

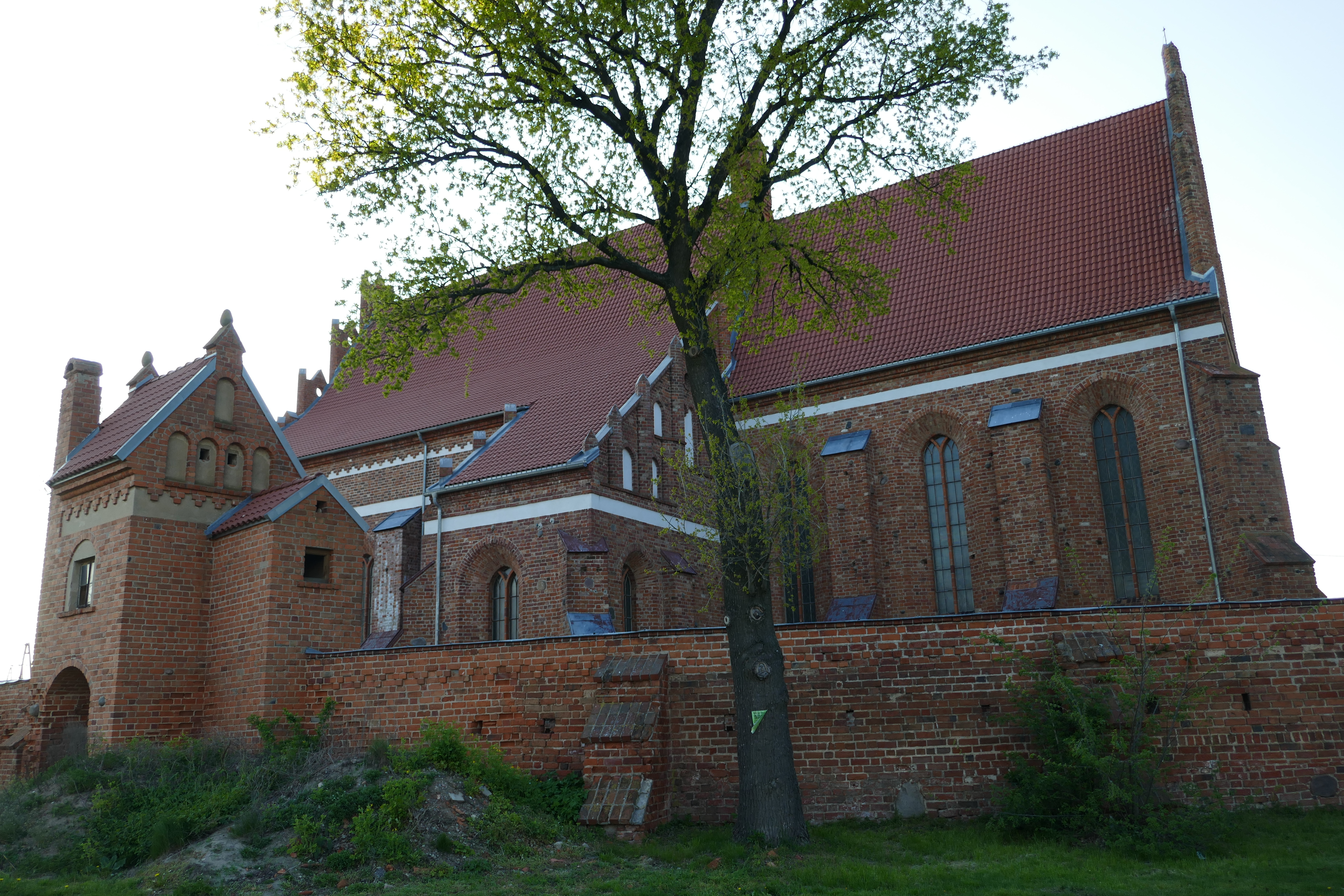
Kościół św. Wawrzyńca otoczony murem obronnym i wieża bramna (wikarówka) od południowego wschodu
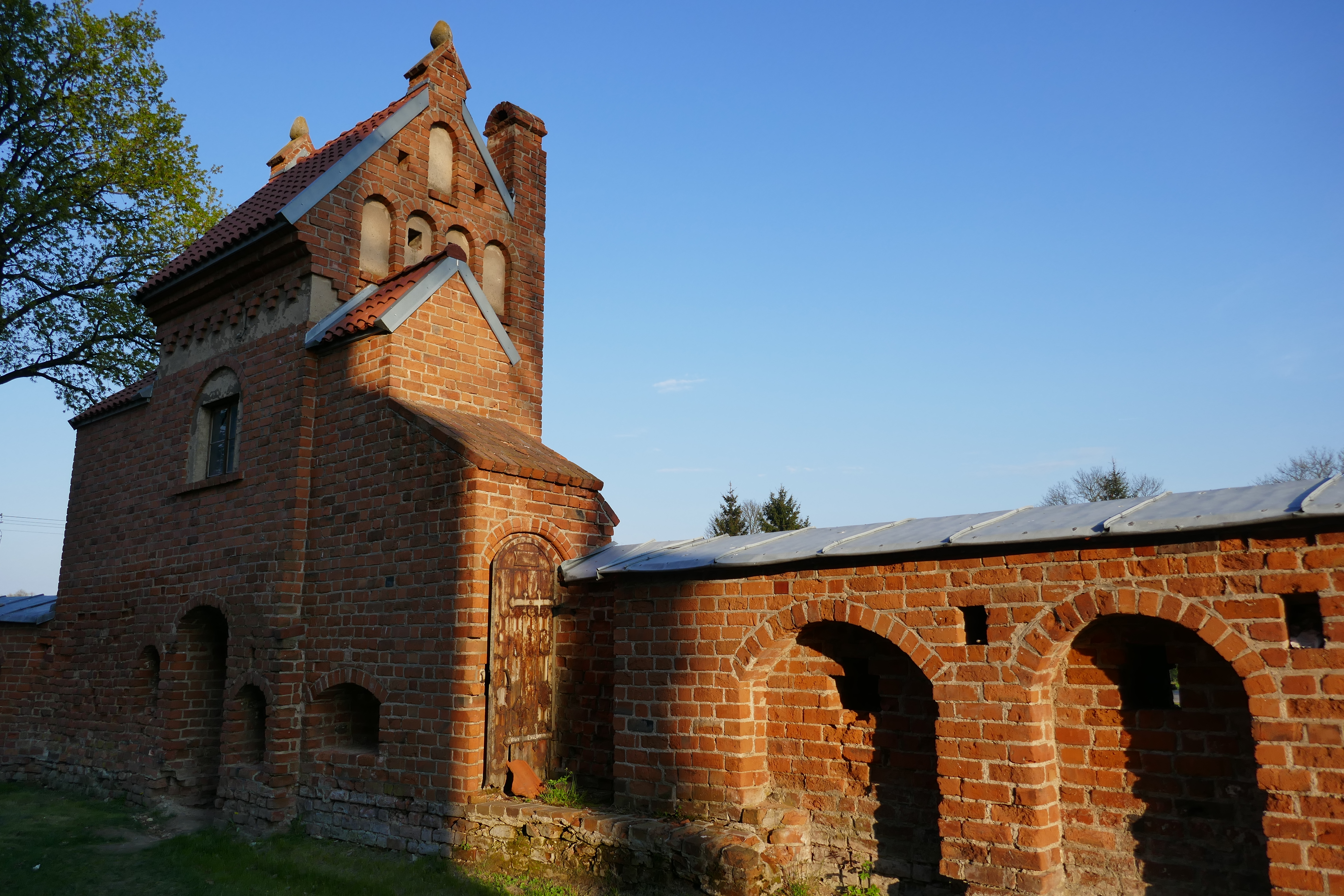
Wieża bramna (wikarówka) przy kościele św. Wawrzyńca w Kleczkowie od północnego zachodu
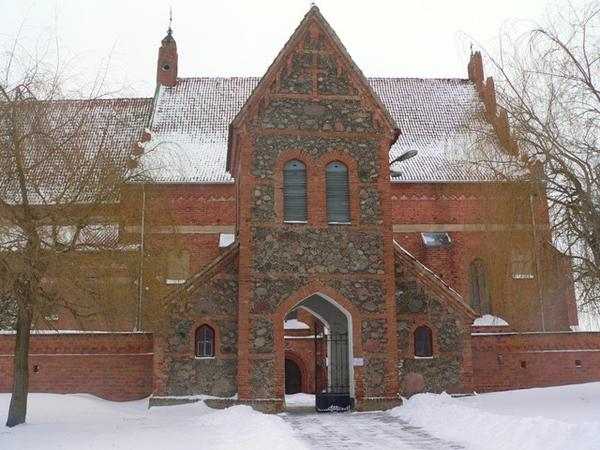
XIX-wieczna dzwonnica kościoła św. Wawrzyńca w Kleczkowie
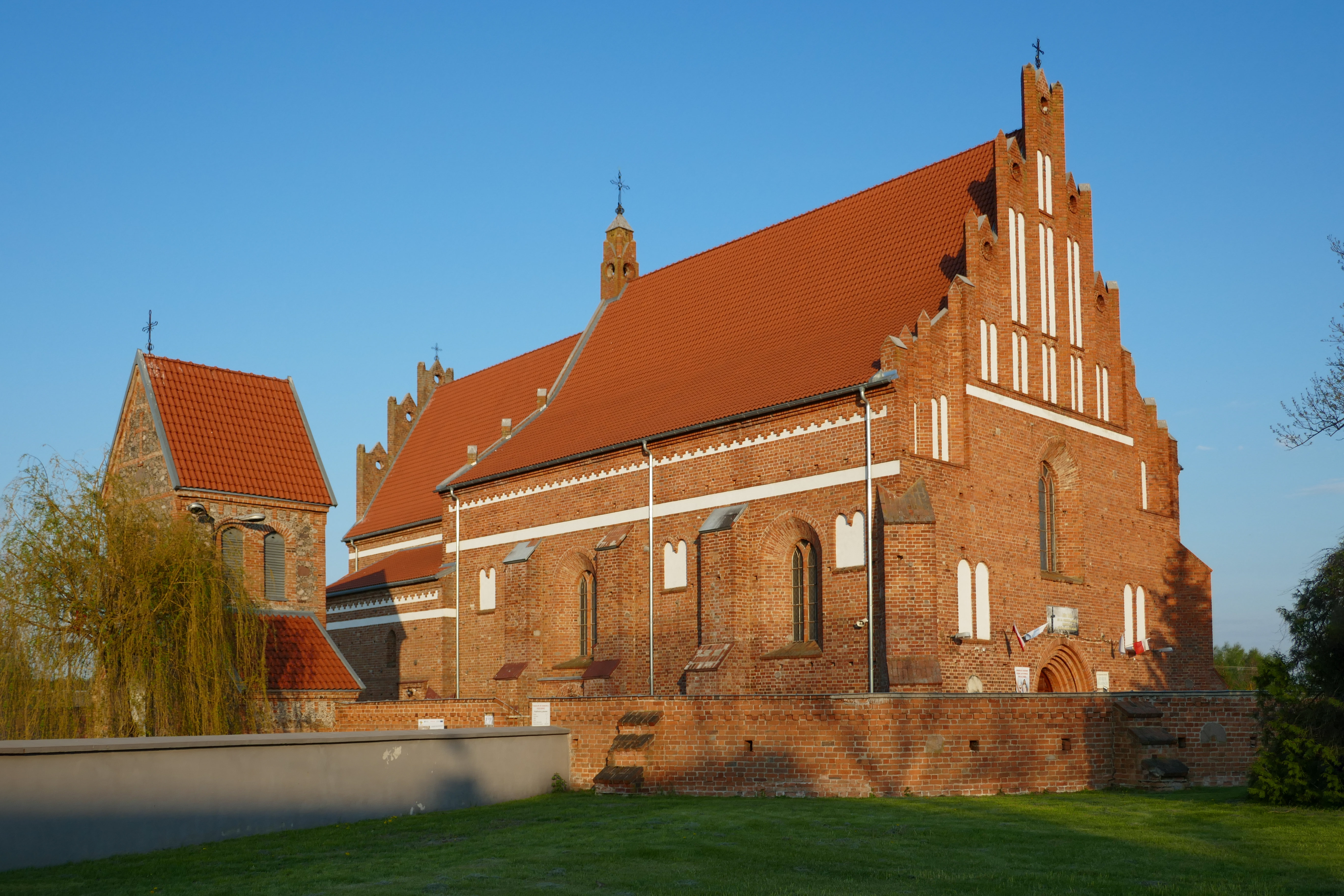
Kościół św. Wawrzyńca w Kleczkowie od północnego zachodu
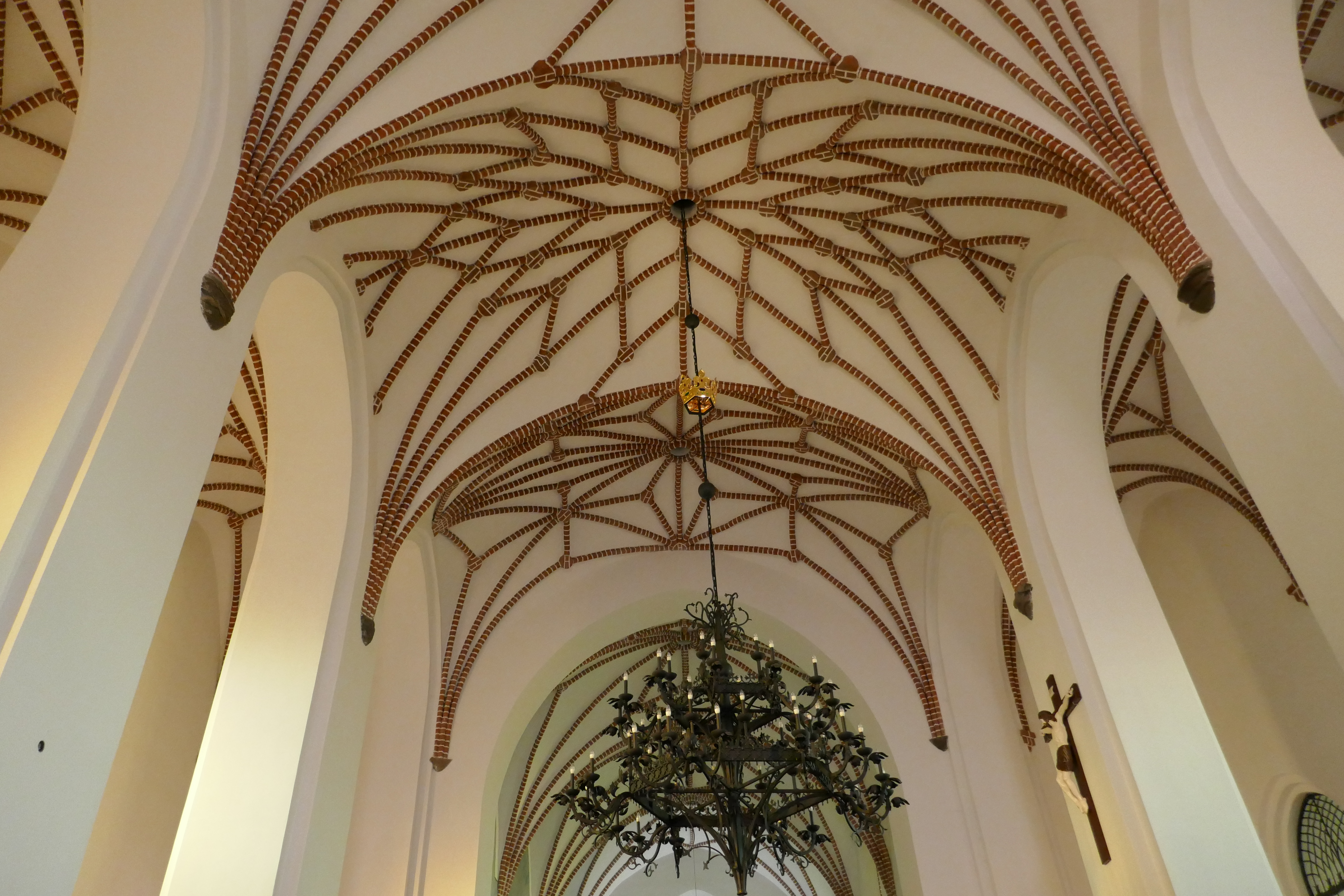
Sklepienie nawy głównej kościoła św. Wawrzyńca w Kleczkowie